# Романов, Илья Эдуардович
Илья Эдуардович Романов (род. 3 июля 1967) — российский анархист, политический заключённый (в 2002—2012 и в 2013—2020 годах). Участник Ассоциации движений анархистов. Женат, имеет двоих детей. Жена — Лариса Романова, член РКСМ(б), отбывала наказание по «делу Новой революционной альтернативы».

## Биография
С конца 1980-х годов занимался организацией анархических кружков в г. Горький: Маргинальный анархический комитет, Нижегородский клуб «Коллаж» и других, участвовал в сквоттерском движении. В 1989 г. вступил в Конфедерацию анархо-синдикалистов (КАС), выступал с лекциями по анархизму и «новым левым» движениям, выпускал газету «Солнце». В 1989-1990 годах являлся одним из активистов Нижегородской организации Демократического Союза, принадлежал к его левому крылу. С конца 1980-х активно включился в экологическое движение, участвовал в лагерях протеста против строительства различных атомных объектов.
В 1991—1992 гг. был активистом правозащитной кампании по «делу Кузнецова-Родионова» (анархисты, которым вменялось в вину нападение на представителей спецслужб), участвовал в двух сухих голодовках, после второй был помещен в больницу.
В октябре 1993 г. во время осады Дома Советов выносил раненых из-под обстрела, был задержан ОМОНом.
В 1996—1998 гг. Илья Романов активно занимался общественно-политической деятельностью: выступал с лекциями в «Школе анархизма», являлся одним из организаторов Московского клуба анархистов. Летом 1998 г. был представителем профсоюза «Студзащита» и безработной молодежи в Координационном Совете шахтеров на пикете у Белого Дома. В это же время принимал участие в работе по защите и организации помощи политзаключенным в России, написал программную работу «Свершилось: красные диссиденты».
12 декабря 1998 г. был арестован по обвинению в хранении небольшого количества марихуаны. Был направлен в Научный центр судебной психиатрии им. Сербского, где был признан невменяемым, затем вновь перенаправлен в следственный изолятор. В Бутырской тюрьме, а затем в нижегородской психбольнице провел около 2,5 лет, затем год был вынужден оставаться в Нижнем Новгороде под амбулаторным наблюдением.
Летом 2002 г. вновь приехал в Москву. В конце июля 2002 г. был похищен сотрудниками спецслужб, отправлен в г. Пензу и обвинён в перевозке и хранении взрывчатых веществ, что по их версии имело место в 1997 г. Не признав обвинения и отказавшись от дачи показаний, вскрыл себе вены. За отсутствием свидетельских показаний был отпущен и вернулся в Москву. В середине августа была предпринята повторная попытка его ареста, но не смогли его найти. Узнав об опасности, он покинул Москву.
В 2005 году Европейский суд по правам человека признал обоснованным иск Ильи Романова к Российской Федерации и обязал российские власти выплатить ему почти 6 тысяч евро в качестве компенсации. ЕСПЧ признал, что в отношении Романова были нарушены статья 3 (запрет на бесчеловечное или унизительное обращение), статья 5 часть 3 (право на рассмотрение дела в разумные сроки) и статья 6 части 1 (право на справедливый суд) и 3 (право защищать себя в суде) Европейской конвенции по правам человека.

### «Одесское дело» № 144
7 декабря 2002 г. арестован на побережье Каховского водохранилища. По опубликованным следствием данным у него изъяли пистолет с 6 патронами, 30 патронов калибра 5,45 мм, 10 дробовых патронов к охотничьему ружью 16 калибра и тротиловую шашку с электродетонатором. 8 декабря Илья неоднократно подвергался избиениям сотрудниками Каховского райотдела (прямо на глазах авторов этого утверждения). 11 декабря он был этапирован в СИЗО № 28 Херсонской области и там помещен в камеру № 119, где подвергался избиениям. Телесные повреждения от побоев были зафиксированы медиками. Согласился дать показания о том, что взрыв в Киеве, 21 октября возле штаб-квартиры СБУ совершён им.
Согласно обвинительному заключению, Романову вменялось совершение следующих деяний:
- распространение материалов с призывами к совершению умышленных действий в целях насильственного изменения, свержения конституционного строя и к захвату государственной власти, повторно, организованной группой, с использованием средств массовой информации;
- ношение, хранение, приобретение, изготовление и передача огнестрельного оружия, боевых припасов, взрывчатых веществ и взрывных устройств без предусмотренного законом разрешения;
- незаконные изготовление, приобретение, хранение и перевозка наркотических средств без цели сбыта;
- и другие.

На суде Романов отрицал свои показания, данные в период следствия, утверждая, что они получены путём физического и психического давления. Никаких показаний на других участников процесса не дал. Находясь в заключении, проводил голодовки вместе с другими арестованными по «одесскому делу» (в октябре 2003 г. со Смирновым с требованием разрешения переписки, в мае-июне 2004 г. с Даниловым, Зинченко и Смирновым в знак протеста против того, что Тополев без оснований отказался ввести в процесс нового адвоката). 16 февраля 2004 г. на заседании суда он вскрыл себе вены на руках и шее в знак протеста против применения к подсудимым психотропных веществ: он прокричал, что ему сделали укол сильнодействующего психотропного, что вызвало галлюцинации, и что всех арестованных хотят убить. Это была акция протеста, а не попытка суицида; она произвела сильнейшее впечатление.
Согласно приговору, оглашенному 19 июля, Романов осуждён на 10 лет лишения свободы строгого режима с конфискацией всего личного имущества. Освобождён 7 декабря 2012 года, полностью отбыв назначенный судом срок. После освобождения вернулся в Россию, в Нижний Новгород, публиковал очерки мемуарного характера о местах заключения.

### Новый арест и уголовные дела в России
26 октября 2013 года Илья Романов вновь был взят под стражу Нижегородским районным судом Нижнего Новгорода по уголовному делу № 422978. Арест произошёл в связи с тем, что в руках Ильи взорвался некий предмет. Это случилось в четвёртом часу утра 26 октября возле площади Ошарской. Следствие утверждало, что это было самодельное взрывное устройство. Сам Илья Романов дал показания о том, что это было пиротехническое устройство, петарда. У Романова были повреждены лицо и левый глаз; зрение сохранно. Позднее в больнице ему ампутировали кисть левой руки, затем определили третью группу инвалидности.
В больнице он был арестован, и после операции перевезён в СИЗО № 1 Нижнего Новгорода. Ему предъявили обвинение по ч. 1 ст. 222 УК РФ (незаконное перемещение взрывных устройств). 18 ноября 2013 года обвинение было переквалифицировано на более тяжкую статью 30, 205 УК РФ (покушение на совершение террористического акта). Арестованного уведомили о переквалификации обвинения 2 декабря.
В ходе следствия, по утверждению Ильи Романова и его защиты, следователи угрожали ему избиениями и «засовыванием различных предметов», а также созданием «нетерпимой атмосферы для моих близких родственников, как это было в 1937 году с членами семей врагов народа». У него также пытались получить признание в том, что он является «членом подпольной террористической группы» и «агентом спецслужб Украины». В ходе обыска дома у Романова была изъята литература «экстремистского содержания», в том числе книги Льва Троцкого.
Срок ареста И. Романова был продлён до 26 марта 2014 года.
6 августа 2015 года приговорен судом к 10 годам колонии строгого режима и штрафу в размере 110 тыс. рублей по обвинениям в приготовлении к теракту и изготовлении взрывчатки. По версии следствия, Романов узнал о готовящейся вырубке деревьев под застройку в нижегородских парках и решил организовать «для устрашения населения» взрыв у областного военкомата, расположенного в 30 метрах от сквера, где произошел взрыв взрывного устройства..
В апреле 2017 года ЕСПЧ присудил Илье Романову 3400 евро компенсации за необоснованное долгое содержание в СИЗО по нижегородскому делу.
В 2017 году Романов в заключении познакомился с отбывающим 18-летний срок за контрабанду кокаина из Аргентины Сергеем Журавлевым, который разрешил Романову пользоваться своим телефоном и предложил зарегистрировать аккаунт в Facebook, куда тот выкладывал политические карикатуры. Как позже выяснилось, Журавлев сотрудничал с сотрудниками ФСБ, которые могли воспользоваться доступом к аккаунту Ильи Романова. По утверждению Романова, таким образом без его ведома в Интернет был выложен видеоролик с пропагандой радикальных исламистов. После этого Романову предъявили новое обвинение по статье 205.2 УК РФ (публичная пропаганда терроризма с использованием интернета), и в октябре 2018 года Приволжский окружной военный суд приговорил Романова еще к 5,5 годам колонии.
24 октября 2019 года у Ильи Романова, находившегося в камере штрафного изолятора ИК-22 (Мордовия), произошел инсульт, он впал в кому. В связи с недопуском к тяжелобольному Романову адвоката правозащитник Сергей Марьин направил в ЕСПЧ срочное обращение, в котором просил применить обеспечительные меры и защитить Илью Романова «от возможного принятия российскими властями действий, которые могут нанести вред его здоровью или жизни», а также обязать Россию перевести его в гражданскую больницу, обеспечить доступ адвокатов, представителей и родственников. Лишь после этого адвоката Качанова всё же допустили в палату к его подзащитному.
Романова частично парализовало, медкомиссия признала, что он не может отбывать наказание в колонии по состоянию здоровья. В связи этим он был освобождён 11 апреля 2020 года.

## Цитаты
О тюрьме сказал бы так: не бойтесь тюрьмы, молодежь, идите спокойно в тюрьму, воюйте с капиталом, воюйте с буржуазным государством, идите в тюрьму и ничего не бойтесь, вам там будет нор-маль-но. Нормально. Никто вас никуда не загонит. Сейчас, я могу сказать, товарищи с воли греют нормально, передают посылки, передачи. Поэтому вы не умрёте там. Сейчас смертность низкая в местах лишения свободы, сравнительно с тем, что было в Украине даже при Кучме, это было страшно, зэки дохли что мухи. Сейчас этого нету, нормально отсидите. Единственный недостаток, который есть — сидит, грубо говоря, дебилоидная молодёжь, дебилоиды, большинство составляют такие обезьяночеловеки, но с ними тоже можно найти позицию общения. Есть время для чтения, повышения своего уровня интеллектуального. Я вам говорю: совершенно ничего страшного в отсидке нету. Поэтому не бойтесь, воюйте… Я себя чувствую прекрасно после выхода из тюрьмы, и вам желаю того же, когда настанет ваш час.
(8 декабря 2012 года, на следующий день после освобождения)
О своих политических взглядах. Хотят подменить идею классовой борьбы другой теорией — что история определяется не классовой борьбой, а доброй или злой волей правителей — что, допустим, Путин — это правитель более-менее доброй воли, а Ельцин был злой воли, Сталин был правитель прекрасной вообще воли, — нет, это не так. Это внедряется ложная теория, ложное учение, всё равно в основе всего всегда лежит классовая борьба, борьба угнетённых за своё достоинство, за свои права, в том числе права владеть тем, что человечество создало и произвело… Вот в принципе это некоторые основы, которых я придерживаюсь в своих взглядах, но сказать, что это законченная система, я не могу, я считаю, идеология современного этапа — она ещё должна быть выработана, сейчас её нет, её предстоит выработать. И она выработана должна быть не теоретиками какими-то, не мыслителями, как это раньше было — Вольтер, Жан-Жак Руссо, такие отдельно взятые умные головы, — а сейчас каждый должен. Мы живём в эпоху информационной революции, почти у всех компьютер есть, и каждый должен, я бы сказал, обязан даже внести вклад свой в выработку революционной идеологии новой. Это обязанность каждого, кто себя человеком считает с человеческим достоинством, свою лепту внести в выработку, в том числе, и идеологии. (8 декабря 2012 года)